# Gokyo (Aïkido)
Gokyo est un des cinq principes de base de l'Aïkido.  
Il s'agit d'une technique d'immobilisation utilisant une compression de l'avant bras bloqué par la main retournée, paume vers le haut.   La prise se termine par une clé articulaire au sol.  Cette défense est d'une grande efficacité contre les attaques au couteau, puisque ce dernier est quasiment offert à tori.
On notera un début équivalent à ikkyō.